# Ульянино (Московская область)
Улья́нино — село в Раменском муниципальном районе Московской области. Административный центр сельского поселения Ульянинское. Население — 1139 чел. (2010).

## Название
В писцовой книге 1577 года упоминается как село Ульянино, Мегренево тож, с конца XVIII века — Ульянино. Оба названия по владельцам села.

## География
Село Ульянино расположено в южной части Раменского района, примерно в 25 км к югу от города Раменское. Высота над уровнем моря 129 м. Рядом с селом протекают реки Отра и Ольховка. К селу приписано 5 СНТ и ГСК. Ближайший населённый пункт — село Давыдово.

## История
В 1926 году село являлось центром Ульянинского сельсовета Ульяновской волости Бронницкого уезда Московской губернии.
С 1929 года — населённый пункт в составе Бронницкого района Коломенского округа Московской области. 3 июня 1959 года Бронницкий район был упразднён, село передано в Люберецкий район. С 1960 года в составе Раменского района.
До муниципальной реформы 2006 года село входило в состав Ульянинского сельского округа Раменского района.

## Население
| 1926 | 2002  | 2010  |
| ---- | ----- | ----- |
| 547  | ↗1027 | ↗1139 |

В 1926 году в селе проживало 547 человек (251 мужчина, 296 женщин), насчитывалось 116 хозяйств, из которых 105 было крестьянских. По переписи 2002 года — 1027 человек (495 мужчин, 532 женщины).

## Известные уроженцы
- Белов, Александр Сергеевич  (1906—19??) — советский военачальник, гвардии полковник.